# Вайг, Георг

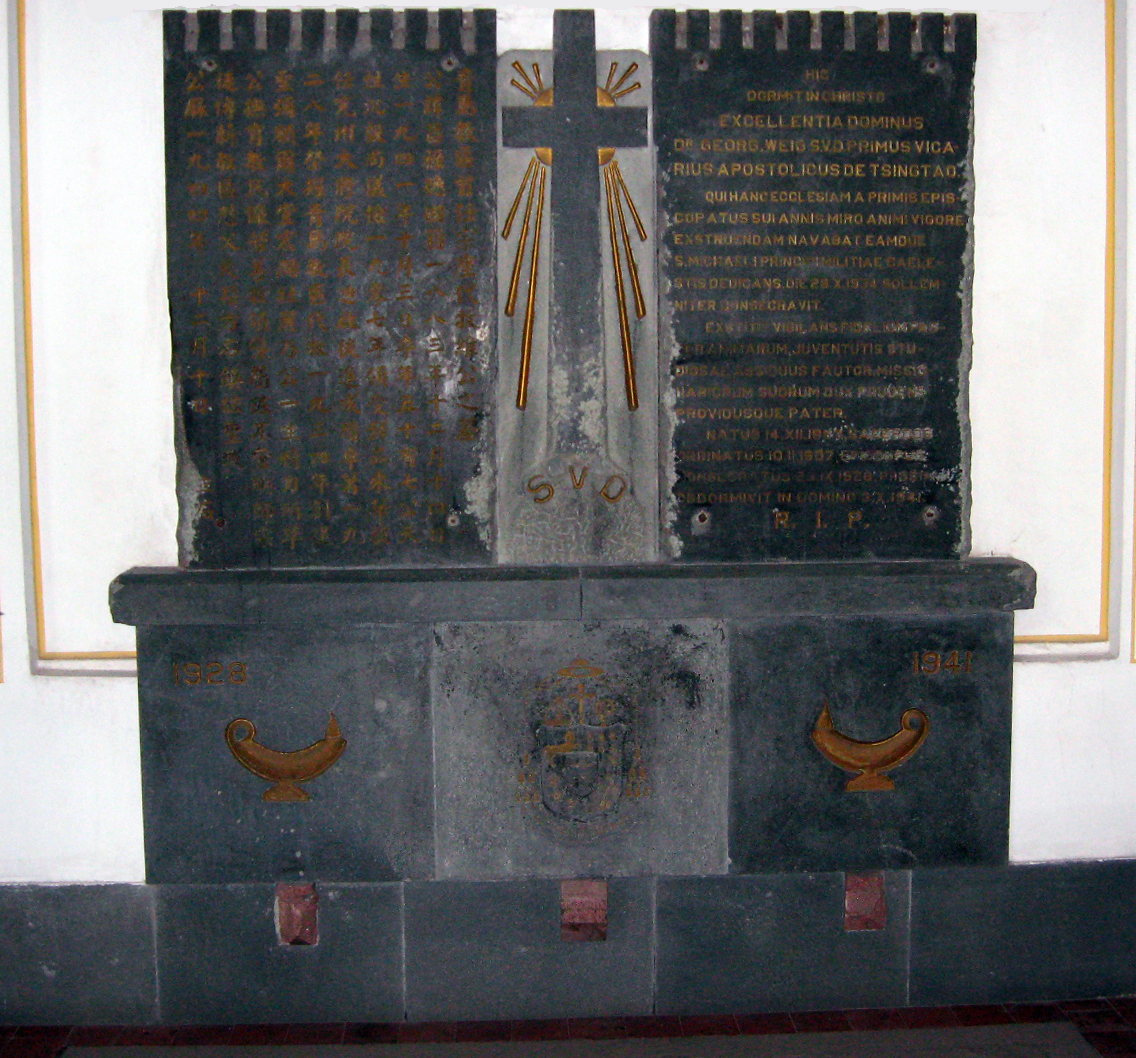
Могила Георга Вайга в Соборе святого Михаила Архангела, Циндао, Китай

Георг Вайг (нем. Georg Weig SVD, 14.12.1883 г., Берацхаузен, Германия — 3.10.1941 г., Циндао, Китай) — католический епископ, член монашеского ордена вербистов, ординарий апостольского викариата Циндао (18.03.1925 — 3.10.1941 гг.).

## Биография
Родился 14 декабря 1883 года в городе Берацхаузене. В 1906 году вступил в монашеский орден вербистов. После окончания семинарии вербистов 10 февраля 1907 года был рукоположён в священника и отправлен на миссию в Китай для работы в апостольском викариате Южного Шаньдуна. 18 марта 1925 года Святой Престол назначил его префектом апостольской префектуры Циндао. 15 июня 1925 года состоялось его рукоположение в епископа. C 14 июня 1928 года стал исполнять должность апостольского викария апостольского викариата Циндао.
Во время своего служения Георг Вайг построил в Циндао кафедральный собор святого Архангела Михаила.
Умер 3 октября 1941 года, когда Циндао находился под оккупацией Японии и был похоронен в построенном им соборе.

## Память
В настоящее время в соборе святого Михаила Архангела находится могила Георга Вайг. На памятнике нанесена надпись на латинском и китайском языках:

Dormit in Christo

Exellentia Dominus

Georg Weig SVD Primus Vicarius Apostolicus de Tsingtao.

Qui hanc ecclesiam a primus episcopatus sui annis miro animi vigore exstruendam navabat

eamque S. Michaeli principi militiae caelestis dedicans die 28.X.1934 sollemniter consecravit.

Exstitit vigilans fidelium pastor animarium juventutis sudiosae assiduus fautor. Missionariorum

suorum dux prudens providusque pater.

Natus 14.XII.1883 Sacepdos ordinatus 10.II.1907. Episcopus consecratus 23.IX.1926 Piissime

Obdormivit in Domino 3.X.1941 R.I.P

Памятник во время культурной революции был повреждён.

## Источник
- Erich Bauer: Georg Weig — Bischof von Tsingtao : ein Oberpfälzer in China. Markt Beratzhausen 1995. Zugl. Regensburg, Univ., Diplomarbeit 1982. (Biografie).